# Villanova d'Asti
Villanova d'Asti là một đô thị ở tỉnh Asti, Piedmont, vùng Piedmont phía bắc Italia. Đô thị này có dân số 5086 người và diện tích 42,14 km2. Kinh tế chủ yếu là nông nghiệp và công nghiệp. 
Villanova d'Asti đã được lập vào thời Trung cổ.